# سفیدارک
سفیدارک، روستایی از توابع بخش مرکزی شهرستان ساوجبلاغ در استان البرز ایران است.
سفیدارک(سپیدارک) از شمال با طالقان، از شرق با فشند، از غرب با شلمزار و از جنوب با روستای خور هم مرز می باشد.
اولین شهید از شهرستان ساوجبلاغ در جنگ 8 ساله با رژیم عراق جوانی با نام داریوش زارعی می باشد که زاده روستای سفیدارک می باشد.

## جمعیت
این روستا در استان البرز  قرار دارد و براساس سرشماری مرکز آمار ایران در سال 1395، جمعیت آن 9468 نفر و (20 خانوار به صورت دائم) بوده‌است.